# گئورگ ویلهلم پابست
گئورگ ویلهلم پابست (به آلمانی: Georg Wilhelm Pabst) ‏(۲۵ اوت ۱۸۸۵–۲۹ مه ۱۹۶۷) کارگردان سرشناس اتریشی بود.

## زندگی‌نامه
او به عنوان بازیگر از سن ۲۰ سالگی در سرتاسر اروپا به مسافرت می‌پرداخت؛ و در سال ۱۹۱۲ نمایش‌هایی را نیز کارگردانی کرد. پابست در سال ۱۹۲۳ اولین فیلم سینمایی خود را با نام گنج در برلین ساخت.
پس از آن فیلم‌های خیابان غمگین (۱۹۲۵)، رازهای یک روح (۱۹۲۶) و عشق ژان نی (۱۹۲۷)، شاهکار هنریش جعبه پاندورا (۱۹۲۹) و دفتر خاطرات دختر گمشده (۱۹۲۹) این دو فیلم را آخر با بازی لوییس بروکس کارگردانی کرد. دیگر فیلم‌های مهم وی شامل رفاقت و اپرای ارزان هر دو در سال ۱۹۳۱ می‌باشند.
او در سال ۱۹۳۳ به فرانسه و پس از جنگ جهانی دوم به اتریش مهاجرت کرد. او در پاریس فیلم دن کیشوت را با سه زبان مختلف ساخت. در فیلم‌های پابست نگرانی‌های سیاسی و اجتماعی و بینش عمیق روانشناسانه بسیار مشهود است. فیلم‌های وی در میان موفق‌ترین و هنری‌ترین فیلم‌های دههٔ ۱۹۲۰ قرار دارند.

## فیلم‌شناسی
- ۱۹۵۶ - از ورای جنگل، از ورای مزرعه
- ۱۹۵۶ - گل سرخ برای بتینا در روشنایی در ظلمات
- ۱۹۵۵ - بیست ژوئیه رسیده‌است
- ۱۹۵۵ - آخرین پرده
- ۱۹۵۴ - اعترافات اینا کار
- ۱۹۵۳ - کارهای دیوانگان
- ۱۹۵۲ - صدای سکوت
- ۱۹۵۰ - صدای اثیری
- ۱۹۴۹ - یک، دو، سه حرکت!
- ۱۹۴۹ - اعماق اسرارآمیز
- ۱۹۴۹ - جدال با مرگ
- ۱۹۴۷ - محاکمه
- ۱۹۴۵ - قضیه مولاندر
- - پاراسلسوس
- ۱۹۴۱ - کمدین‌ها
- ۱۹۳۹ - دختران جوان در خطر
- ۱۹۳۹ - برده سفید
- ۱۹۳۸ - فاجعه شانگهای
- ۱۹۳۶ - مادموازل دکتر
- ۱۹۳۴ - یک قهرمان مدرن
- ۱۹۳۳ - از بالا آن پائین
- ۱۹۳۳ - دن کیشوت
- ۱۹۳۲ - آتلانتید
- ۱۹۳۱ - فاجعه معدن
- ۱۹۳۱ - اپرای سه‌پولی
- ۱۹۳۰ - رسوایی دربارهٔ اوا
- ۱۹۳۰ - جبهه غرب ۱۹۱۸
- ۱۹۲۹ - دفتر خاطرات دختر گمشده
- ۱۹۲۹ - جهنم سفید پیز پالو
- ۱۹۲۹ - جعبه پاندورا
- ۱۹۲۸ - بحران
- ۱۹۲۷ - عشق ژان نی
- ۱۹۲۶ - با عشق شوخی نمی‌کنند
- ۱۹۲۶ - اسرار یک روح
- ۱۹۲۵ - خیابان اندوه
- ۱۹۲۳ - گنج